# Batotići
Batotići (cyr. Батотићи) – wieś w Bośni i Hercegowinie, w Republice Serbskiej, w gminie Čajniče. W 2013 roku liczyła 283 mieszkańców.